# 花田虎上
花田虎上（日语：／ Hanada Masaru，1971年1月20日—），本名花田胜（讀音相同），四股名若乃花胜，日本大相扑力士，第66代横纲。2011年改为现名。

## 生平
花田虎上出生于东京都的一个相扑世家，父亲是大关贵乃花利彰，母亲是女星藤田憲子。他的弟弟是第65代横纲贵乃花光司，伯父则是第45代横纲若乃花幹士 (初代)。
他于1988年初次登场。1990年3月晋升十两，同年9月入幕。之后他在1993年3月场所中首次获得优胜，9月晋升为大关。在1998年3月、5月场所两连霸后，他终于荣升为横纲。1998年7月，他与其弟贵乃花的对决是相扑史上首次兄弟横纲之间的较量。晋升横纲后他再未获得过优胜，并因伤病原因多次休场。最终，他于2000年3月引退。此后他继承了年寄藤岛，但不久便宣布辞职，进入娱乐圈发展。
他与栗尾美惠子于1994年成婚，共育有四个子女。两人于2007年离婚。2008年，他与幼儿园教师仓实再婚。
2010年、因經營的餐廳負債達4.5億日元，向東京地裁申請破產。
現在生活於千葉縣富津市，與其弟贵乃花幾乎斷絕來往。

## 战绩

### 生涯战绩
- 生涯战绩：573胜286负124休（73场所，胜率0.667）
- 幕内战绩：487胜250负124休（58场所，胜率0.661）
- 大关战绩：274胜101负60休（29场所，胜率0.731）
- 横纲战绩：61胜38负57休（11场所，胜率0.616）

### 优胜
- 幕内优胜：5回（1993年3月场所、1995年1月场所、1997年1月场所、1998年3月场所、1998年5月场所）
- 十两优胜：1回（1990年7月场所）
- 三段目优胜：1回（1988年11月场所）
- 序之口优胜：1回（1988年5月场所）

### 三赏、金星
- 三赏：9回
  - 殊勋赏：3回（1991年9月场所、1993年3月场所、1993年5月场所）
  - 技能赏：6回（1991年9月场所、1992年1月场所、1992年5月场所、1993年1月场所、1993年3月场所、1993年7月场所）
- 金星：2个
  - 旭富士正也2个